# Édivoxétine

Structure de l'édivoxetine

L’Édivoxétine (ou LY 2216684) est un antidépresseur inhibiteur de la recapture de la sérotonine et de la noradrénaline développé par Eli Lilly. Un essai clinique de phase III dans le traitement de la dépression majeure est en cours. Les résultats sont attendus en 2013. Le produit est également en phase II de développement clinique contre le déficit de l'attention.

## Efficacité dans le traitement de la dépression
Selon une étude publiée en 2010, l'édivoxétine n'a pas montré de supériorité sur le placebo selon l'échelle de dépression de Hamilton. En revanche, l'inventaire rapide de la symptomatologie dépressive suggérait bien une efficacité.
Selon une étude plus récente utilisant l'échelle de dépression de Montgomery et Åsberg et l'échelle de handicap de Sheehan, l'édivoxétine est supérieure au placebo. Elle est en effet associée à des taux de réponse et de rémission plus important.
En décembre 2013, Eli Lilly annonce interrompre le développement de l'édivoxétine du fait de son manque d'efficacité.

## Effets secondaires
Les effets secondaires significativement associés à l'édivoxétine sont les maux de tête, les nausées, les constipations, les sécheresses buccales et les insomnies.
Les deux études suscitées mentionnent surtout des hausses du rythme cardiaque, et dans le cas de la plus récente, de la pression systolique et diastolique,.